# Чаморро Барриос, Клаудия
Клаудия Люсия Чаморро Барриос (исп. Claudia Lucía Chamorro Barrios; род. 1952) — никарагуанская писательница, политическая и государственная деятельница. В 1980-х годах она работала дипломатом (послом Никарагуа на Кубе и в Коста-Рике) в правительстве сандинистов. Ныне она выступает критиком сандинистского руководства. Она работала в организациях здравоохранения и является автором мемуаров «Tiempo de Vivir».

## Биография
Клаудия Люсия Чаморро Барриос родилась в семье Виолеты Барриос де Чаморро, впоследствии ставшей президентом Никарагуа в 1990 году, и Педро Хоакина Чаморро Карденаля, редактора газеты, оппозиционной режиму Сомосы. Убийство её отца сомосистами в 1978 году ускорило падение диктатуры в ходе Сандинистской революции.
Юная Чаморро работала художницей (в итоге стала директором художественной галереи), но после гибели отца стала активно сотрудничать с революционерами-сандинистами, а после их прихода к власти выступала переговорщиком установившейся в качестве переходного режима Правительственной хунты национального возрождения. Когда её придерживавшаяся праволиберальных взглядов мать вышла из этого коалиционного правительства и перешла в оппозицию, Клаудия осталась на стороне левых из Сандинистского фронта национального освобождения (СФНО).
В 1980-е годы она работала на дипломатической стезе и занимала должности посла Никарагуа на Кубе и в Коста-Рике. Так, когда в 1986 году Клаудия Чаморро представляла сандинистское правительство Никарагуа в Коста-Рике, в то же время её родной брат Педро Хоакин также находился в этой стране, но работал на поддерживаемых США «Контрас» и их усилия по свержению СФНО, редактируя антисандинистское издание Nicaragua Hoy. При этом брат и сестра оставались в хороших личных отношениях, их дети играли вместе. В том же году, на 62-летие покойного Педро Хоакина Чаморро Карденаля, Чаморро вышла замуж за своего коллегу Эдмундо Харкина, тогдашнего посла Никарагуа в Мексике, который в 1970-х годах тесно сотрудничал с её отцом. Это был второй брак Чаморро.
Как и многие другие ветераны Сандинистской революции, в XXI веке Чаморро стала критиком руководства СФНО вокруг Даниэля Ортеги. Она призвала никарагуанцев бойкотировать выборы 2016 года, заявив, что переизбрание лидера СФНО Ортеги на третий президентский срок является нарушением конституции Никарагуа.
Чаморро также известна своей книгой 2003 года «Tiempo de Vivir» — мемуарами о болезни её сына и его смерти от лейкемии. В 1991 году она вместе с семьёй переехала в Соединённые Штаты, чтобы он смог пройти курс лечения; однако Маркос Толентино Барсенас Чаморро всё равно умер в подростковом возрасте в 1996 году. После смерти сына Чаморро поступила на работу в Панамериканской организации здравоохранения (часть Всемирной организации здравоохранения), а затем вернулась к учёбе в Американском университете.
Среди других членов семьи Чаморро — известные журналисты: её дядя Хавьер Чаморро Карденаль — основатель El Nuevo Diario; её брат Карлос Фернандо Чаморро Барриос — основатель Confidencial; её сестра Кристиана Чаморро Барриос — бывший редактор газеты La Prensa и одна из недопущенных оппозиционных кандидатов на всеобщих выборах в Никарагуа в 2021 году.